# Ana Adelaide de Fürstenberg-Heiligenberg
Ana Adelaide de Fürstenberg-Heiligenberg (em alemão:  Anna Adelheid; Munique, 16 de janeiro de 1659 — Bruxelas, 13 de novembro de 1701) foi princesa e condessa consorte de Thurn e Taxis pelo seu casamento com Eugênio Alexandre Francisco, 1º Príncipe de Thurn e Taxis.

## Família
Ana Adelaide foi a filha do príncipe Hermano Egon de Fürstenberg-Heiligenberg e de Maria Francisca de Fürstenberg-Stühlingen. Os seus avós paternos eram o conde Egon VIII de Fürstenberg-Heiligenberg e a condessa Ana Maria de Hohenzollern-Hechingen. Os seus avós maternos eram o conde Frederico Rodolfo de Fürstenberg-Stühlingen e a condessa Ana Madalena de Hanau-Lichtenberg.

## Biografia
Em 24 de março de 1678, aos 19 anos, Ana Adelaide casou-se com o príncipe Eugênio Alexandre Francisco, de 26 anos, em Viena, na Áustria. Ele era filho de Lamoral II Cláudio Francisco, Conde de Thurn e Taxis e de Ana Francisca Eugênia de Horne.
O casal teve dez filhos, cinco meninos e cinco meninas.
A princesa faleceu aos 42 anos, em 13 de novembro de 1701, em Bruxelas, na atual Bélgica. Foi enterrada na Igreja de Nossa Senhora do Sablon, em Bruxelas.
Após sua morte, o seu viúva casou-se com Ana Augusta de Hohenlohe-Waldenburg-Schillingsfürst, e teve mais quatro filhos.

## Descendência
- Doroteia de Thurn e Taxis (n. e m. 1679);
- Filho (n. e m. 1680);
- Anselmo Francisco, 2º Príncipe de Thurn e Taxis (30 de janeiro de 1681 – 8 de novembro de 1739), sucessor do pai. Foi marido de Maria Luísa Ana Francisca de Lobkowicz, com quem teve quatro filhos;
- Jaime Lamoral de Thurn e Taxis;
- Henrique Francisco de Thurn e Taxis (n. e m. 1682);
- Ana Francisca de Thurn e Taxis (n. e m. 1683);
- Leonor Fernanda de Thurn e Taxis (n. e m. 1685);
- Inigo Lamoral Maria Félix Francisco de Thurn e Taxis (n. e m. 1686);
- Ana Teresa de Thurn e Taxis (n. e m. 1689);
- Maria Isabel de Thurn e Taxis (n. e m. 1691).